# Nair Kanawati
Nair Kanawati Izaura (Brasilândia, 13 febbraio 1927 – ...) è stata una cestista brasiliana.

## Carriera
Con il Brasile ha disputò due edizioni dei Campionati del mondo (1953, 1957) e tre dei Campionati sudamericani (1952, 1954, 1956.